# Caecilia marcusi
Espèce
Statut de conservation UICN

 LC  : Préoccupation mineure
Caecilia marcusi est une espèce de gymnophiones de la famille des Caeciliidae.

## Répartition
Cette espèce est endémique du centre de la . Elle se rencontre en dessous de 400 m d'altitude :
- en Bolivie dans les départements de Cochabamba et de Beni.
- au Brésil en Acre, au Rondônia et au Mato Grosso.

Sa présence est incertaine au Pérou.

## Étymologie
Cette espèce est nommée en l'honneur de Harry Marcus (1880-1976).

## Publication originale
- Wake, 1985 "1984" : A new species of Caecilia (Amphibia: Gymnophiona) from Bolivia. Amphibia-Reptilia, vol. 5, no 3/4, p. 215-220.